# Sphenoptera adiana
Sphenoptera adiana es una especie de escarabajo del género Sphenoptera, familia Buprestidae. Fue descrita científicamente por Kerremans en 1907.

## Distribución
Habita en la región afrotropical.